# 黒坂圭太
黒坂 圭太（くろさか けいた、1956年-）は日本のアニメーション作家。武蔵野美術大学教授。東京都出身。

## 来歴・人物
武蔵野美術大学造形学部油絵学科卒業。映画監督の松本俊夫に師事する。
「変形作品」シリーズでデビュー。
1985年「変形作品第二番」が第８回ぴあフィルムフェスティバルにて入選。
1996年にMTVステーションID優秀賞を受賞した「パパが飛んだ朝」はアヌシー国際アニメーション祭、オタワ国際アニメーションフェスティバルにて共に部門賞１位を獲得。
コラージュ、ドローイング、写真や立体等様々な技法を使用した抽象的なアニメーションを制作する一方、商業アニメーションも手がけるなどその作風は多彩である。
主要作品は世界中の映画祭に招待出品されており、番組スポットやライブアニメーションイベント、漫画の監修を務めるなど、幅広い活躍を見せている。

## 主な作品
- 1984年　変形作品第1番
- 1984年　変形作品第2番
- 1985年　ソナタ第1番
- 1985年　変形作品第3番 <ミックスジュース>
- 1985年　変形作品第４番（パフォーマンス映像）
- 1986年　変形作品第5番 <レンブラントの主題による変形解体と再構成>
- 1988年　海の唄
- 1989年　みみず物語
- 1990年　個人都市
- 1991年　春子の冒険
- 1992年　箱の時代
- 2005年　ワタシノカオ
- 2005年　餅兵衛
- 2015年　陽気な風景たち
- 2017年　マチェーリカ
- 2017年　山川景子は振り向かない
- 2019年　無軌道な線たち
- 2020年　生きる壁

### TV作品・ミュージックビデオ
- 1994年　ＡＴＡＭＡ（MTVステーションID作品）
- 1997年　パパが飛んだ朝（MTVステーションID作品）
- 2007年　「AGITATED SCREAMS OF MAGGOTS」（ミュージックビデオ）
- 2012年　「輪郭」（ミュージックビデオ）
- 2020年　「落ちた事のある空」（ミュージックビデオ）

### 長編映画
- 2003年　連句アニメーション「冬の日」（共作）
- 2011年　緑子

### その他
- 空色動画（片山ユキヲ作 月刊少年シリウス2007年10月号 - 2009年4月号）監修
- インターネット情報局（2001年NHK教育テレビ）
- 『画力デッサン 人体と女の子』（2012年 発行／発売　グラフィック社）
- 『少女ヴァレリエと不思議な一週間』挿絵担当（2014年　風濤社）